# Simon-Mathurin Lantara
Voici une version stylisée de votre texte pour une entrée encyclopédique sur Wikipédia :
---
Simon-Mathurin Lantara, né le 24 mars 1729 à Oncy-sur-École et mort le 22 décembre 1778 à Paris, est un peintre français reconnu pour son oeuvre dans le domaine de la peinture du XVIIIe siècle. Il a passé ses dernières années à l’hôpital de la Charité à Paris, où il est décédé.

## Biographie
(juin 2020).
Simon-Mathurin Lantara est le fils biologique de Françoise Malvillain et de Simon-Mathurin Lantara. Son père, un ouvrier tisserand, le reconnait à la suite d'un procès difficile. Celui-ci épouse Françoise Malvilain le 25 février 1732. Enfant, Lantara reçoit les leçons du magister de son village. Cette première instruction s’arrête en 1737 à la mort de sa mère. Il se retrouve contraint d’arrêter ses études et d’entrer comme gardien de bestiaux au château de La Renommière appartenant à Pierre Gillet, échevin de la ville de Paris.
Le jeune peintre prend goût à la représentation de la nature lors de cette période à la campagne. La majorité de ses créations de cette période sont faites sur le sable ou sur des roches, avec un bout de branche, des feuilles vertes, de la mousse et d'autres composantes naturelles.

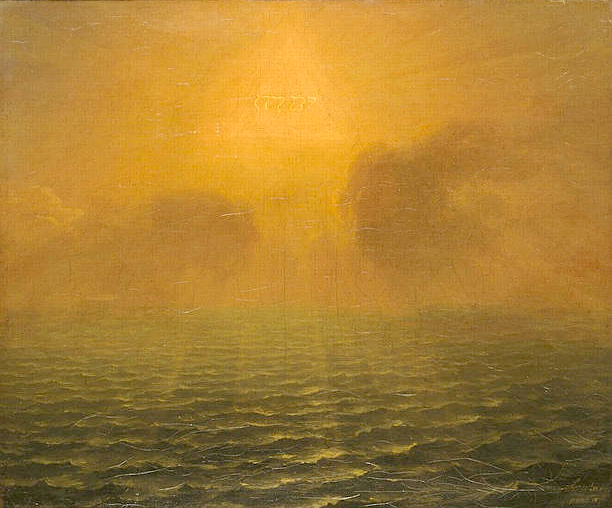
L’Esprit de Dieu planant sur les Eaux (1752), musée de Grenoble.

Le fils du seigneur de La Renommière, Gillet de Laumont (en), étant venu au château de son père, reconnaît les dispositions artistiques du jeune vacher. Il l’emmène à Versailles et le place chez un peintre. Lantara quitte ce premier peintre pour entrer au service personnel d’un autre artiste de Paris, qui lui paye ses gages en leçons de peinture. Lantara quitta l’atelier et vint se loger rue Saint-Denis dans une mansarde. Il demeura par la suite à Paris rue de la Vieille-Monnaie, rue du Chantre, Barrière du Temple, rue de la Vieille-Draperie, rue Jean-de-Beauvais et rue des Déchargeurs.
Dans sa maison, il fait connaissance d'une fruitière, Jacqueline, fille d’une marchande aux halles.
Le style de Lantara ne lui permet pas de trouver de protecteurs et il ne vend ses productions qu’à des marchands et à bas prix, ce qui ne lui permet pas de bien vivre.
À la mort de Jacqueline, il prend l'habitude d'aller au cabaret pour prendre ses repas.  
Alexandre Lenoir, qui le connaissait, le montre pauvre et heureux dans sa misère ; des crayons, sa palette, ses pinceaux et une huppe qu’il chérit, forme tout son mobilier : « Avec de grands talents il avait l’insouciance et la naïveté d’un enfant. Ce Lantara, ajoute-t-il, avait les bonnes et les mauvaises qualités d’Arlequin ; il était, comme le Bergamasque, naïf, spirituellement bête et habilement maladroit. II le peint plus gourmand qu’ivrogne, il aimait mieux une bavaroise au chocolat qu’une bouteille de vin et, tous ceux qui l’entouraient abusaient de ce défaut et de son insouciance en lui faisant faire des dessins, même des tableaux, pour un diner, un gâteau d’amandes, une tourte ou quelque friandise. »
Alexandre Lenoir cite le limonadier Talbot, place près du Louvre, comme ayant obtenu une suite de dessins de Lantara, dont il tire un bénéfice, avec les bavaroises et le café à la crème qu’il lui donne à ses déjeuners. Quand il avait bien bu, bien mangé, il allait rêver dans les champs, sans souci de la gloire, ni de la fortune. Il aimait la splendeur des astres, les mystères du crépuscule et le silence de la nuit. « Souvent, dit Charles Blanc, on le voyait le soir, immobile sur le Pont-Neuf, à regarder, dans une sainte extase, le soleil dessinant les arches des autres ponts et se mouvant en rayons brisés sur l’eau du fleuve ; il pleurait d’admiration. » Une fois rentré dans son galetas ou remisé au fond de son café, Lantara peint de mémoire les effets qui l'ont ému, ou bien il dessine à la lueur d’un quinquet, sur papier bleu, avec des rehauts de crayon blanc, tantôt des clairs de lune tranquilles et mystérieux, tantôt des levers de soleil dont il sait par cœur les teintes, les oppositions et les accidents.
Vers la fin de sa vie, Lantara a acquis de la réputation. Quelques amateurs éclairés tâchent de l'employer, mais, dans un contexte général de luxe, Lantara ne semble plus capable de créer et il décide de retourner à son cabaret rue du Chantre.
Un financier devient son protecteur, mais Lantara ne reste pas longtemps et revient à l’auberge en disant : « J’ai secoué mon manteau d’or ». Un de ses Clairs de lune lui est payé par le comte de Caylus cent écus. Lantara, surpris de se voir autant d’argent, emporte chez lui son trésor. Mais, il prend peur qu'on lui vole cet argent et, après consultation d'amis, il décide de dépenser ces cents écus dans la boisson pour qu'ils ne soient pas volés. 
Lantara a une profonde aversion pour les figures et n’en met jamais dans ses tableaux. Charles Blanc affirme qu’il savait si peu faire ce qu’il appelait des bonshommes, que Taunay, Demarne, Barre, Bernard et surtout Joseph Vernet lui prêtèrent souvent leur concours pour animer ses paysages. Un jour, un marquis lui avait commandé la vue extérieure d’une église avec ses environs ; le peintre n’y mit pas un seul personnage. Le marquis lui fit observer cette absence. « Ils sont à la messe, dit Lantara en montrant l’église. — Eh ! bien ! je prendrai votre tableau quand ils en sortiront, répliqua l’amateur. »
Sur la fin de sa vie, il rencontre un perruquier du nom de Lafitte, qui veut bien lui offrir l'hospitalité. C'est ainsi que son fils, Louis Lafitte, s'initie au dessin auprès de l'artiste. Lantara n'eut pas de difficultés à persuader le père que son fils avait un don pour le dessin.
La misère et l’inconduite minent rapidement la santé de Lantara, qui doit chercher un refuge à l’hôpital de la Charité.  Il est soigné et parvient même à le faire travailler en flattant son penchant : il lui promettait pour chaque dessin une visite à la cave. Lantara appelle cela « la carte à payer ». Sorti une première fois de l’hospice, il ne tarde pas à y rentrer. Il meurt le 22 décembre 1778, à 6 heures, 8 heures après son retour. 
À son dernier moment, l’aumônier cherche à peindre les joies du paradis à Lantara : « Vous êtes bien heureux, mon fils, lui disait-il, vous allez voir Dieu en face pendant l’éternité ! — Quoi, mon père, reprit le moribond, toujours de face ? Jamais de profil ! » Et il expire.
Denis Diderot écrit dans sa correspondance le quatrain suivant, qui semble assez bien résumer la vie de l’artiste : « Vers pour être mis au bas du portrait du pauvre Lantara peintre plein de talents, et mort dans la misère ».
Je suis le peintre Lantara

La Foi m’a tenu lieu de livre

L’Espérance me faisait vivre

Et la Charité m’enterra.

## Son œuvre
Malgré la brièveté et le décousu de sa vie, Lantara est resté l’un des premiers paysagistes français. Sa manière rappelle celle de Claude Gellée. Il excellait dans la perspective aérienne et dans le rendu des différentes heures du jour. Les ciels de ses tableaux sont d’un ton vaporeux et fin et d’une grande légèreté de touche : ses points du jour ont toute la fraîcheur du matin ; ses couchers de soleil, chauds et lumineux, n’ont pas moins de vérité ; ses clairs de lune sont d’un ton argentin, plein de mélancolie. Ses eaux sont toujours mobiles, transparentes et naturelles.
Lantara a laissé peu de tableaux, parmi lesquels son portrait, mais beaucoup de dessins au crayon noir rehaussé de blanc. On cite entre autres un Orage (localisation inconnue) et deux Vues de fleuves avec des ruines (1766, localisation inconnue) dans le genre de Joseph Vernet, qui probablement en a fait les personnages. Pierre-Jacques Duret a gravé, d’après Lantara, La Rencontre fâcheuse, Le Pêcheur amoureux, L’Heureux baigneur et Le Berger amoureux en quatre pièces.
Michel Picquenot a reproduit La Nappe d’eau et Les Chasse-Marée, deux pièces. Jacques-Philippe Le Bas a gravé le premier livre des Vues des environs de Paris, douze feuilles en long.

## Postérité
Les œuvres de Lantara, signées de lui, furent fort recherchées. Le buste de cet artiste, sculpté par Pierre-Sébastien Guersant, a été solennellement inauguré[Où ?] le 6 juin 1852 par Émile Bellier de La Chavignerie.
En 1809, une pièce de Pierre-Yves Barré, Louis-Benoît Picard, Jean-Baptiste Radet et François Georges Desfontaines, intitulée Lantara, ou le peintre au cabaret, vaudeville en 1 acte, Paris Fages, a été joué au Vaudeville avec grand succès.
En 1865, Xavier de Montépin et Jules Dornay sont les auteurs de Lantara , comédie en deux actes mêlée de chants, publiée à Paris chez Michel Lévy frères.

### Prix Lantara
En 2001, un prix Lantara est créé par le parc naturel régional du Gâtinais français. Les artistes récompensés doivent exercer sur le territoire du parc et leur œuvre avoir un lien avec ses patrimoines (naturels, culturels…).

## Œuvres dans les collections publiques
Brésil

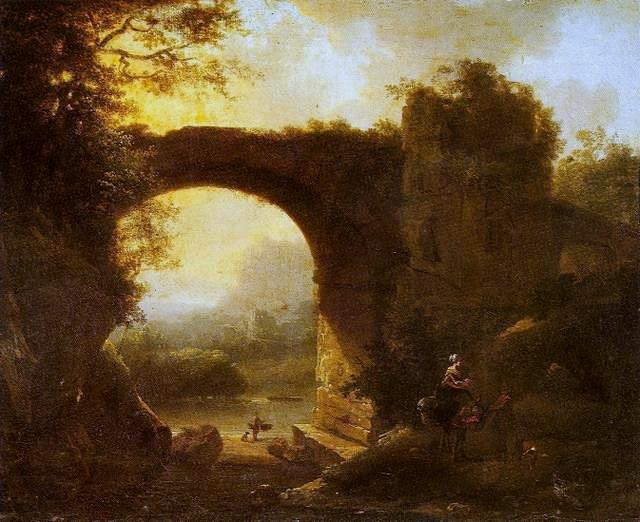
Coucher de soleil, Rio de Janeiro, musée historique national.

- Rio de Janeiro, musée historique national : Coucher de soleil, huile sur toile.

France
- Amiens, musée de Picardie : Paysage, dessin[5].
- Angers, musée des Beaux-Arts : Chemin montant à un village, mine de plomb[6].
- Besançon, musée des Beaux-Arts et d'Archéologie : Un fleuve entre un village et une forêt, pierre noire rehaussée de blanc sur papier[7].
- Bordeaux, musée des Beaux-Arts : Paysage, huile sur toile[8].
- Dijon, musée Magnin :
  - La Lune sur l'eau, huile sur papier marouflé sur toile[9] ;
  - La Pêche au clair de lune, huile sur toile[10].
- Grenoble, musée de Grenoble : L’Esprit de Dieu planant sur les eaux, 1752, huile sur toile[11],[12].
- La Fère, musée Jeanne d'Aboville : Paysage champêtre, huile sur toile.
- Marseille, musée des Beaux-Arts : Paysage, huile sur toile[13].
- Narbonne, musée d'Art et d'Histoire : Paysage au soleil couchant, huile sur toile[14].
- Paris :
  - Bibliothèque nationale de France, département des estampes et de la photographie : Vue de la forêt de Fontainebleau, estampe[7].
  - musée du Louvre :
    - Paysage au clair de lune, huile sur bois[15] ;
    - Paysage avec deux hommes au bord d'une rivière et trois cerfs, pierre noire et rehaut de blanc[16] ;
    - Paysage avec un château fort et une chute d'eau, pierre noire et crayon[17] ;
    - Paysage rocheux et orageux, pierre noire et rehauts de blanc sur papier bleu[18] ;
    - Paysage, avec un château-fort dans le lointain, 1777, pierre noire et crayon[19] ;
    - Paysage, 1777, pierre noire et crayon[20].
- Troyes, musée des Beaux-Arts : Paysage, crayon noir[21].
- Valenciennes, musée des Beaux-Arts : Paysage, dessin[5].

## Expositions
- Mai-Juin 1925 : « Exposition du paysage français de Poussin à Corot », Paris, Petit Palais[5]
- Du 16 avril au 18 juillet 2011 : « Simon-Mathurin Lantara. Un paysagiste et sa légende », musée départemental de l'École de Barbizon[22]

## Élèves
- Louis Lafitte (1770-1828).

## Iconographie
- Félix Bracquemond, Simon-Mathurin Lantara, gravé d'après Joseph Vernet, Paris, Bibliothèque nationale de France.
- Alexis Grognard, Portrait de Lantara, peintre de paysages, plume et lavis d'encre noire sur papier vergé avec rehauts d'aquarelle, musée des Beaux-Arts de Lyon[7].
- Louis Benoît Guersant (1777-1848), Buste de Simon-Mathurin Lantara, Oncy, salle des mariages de la mairie[23].
- Adam Salomon : Buste de Simon Lantara, bibliothèque municipale de Fontainebleau[24].
- Faustin Besson, La Jeunesse de Lantara, 1849, huile sur toile, musée des Beaux-Arts de Dole[25].
- Joseph Ferdinand Regnier, Lantara, jeune peintre de Fontainebleau, puise dans la forêt les premières inspirations de la peinture, 1840, assiette en porcelaine de la Manufacture de Sèvres[26].
- Carmontelle, Portrait de Simon-Mathurin Lantara (1729-1778), peintre, peinture sur ivoire, Paris, musée du Louvre[27].